# Sardagna (Adelsgeschlecht)

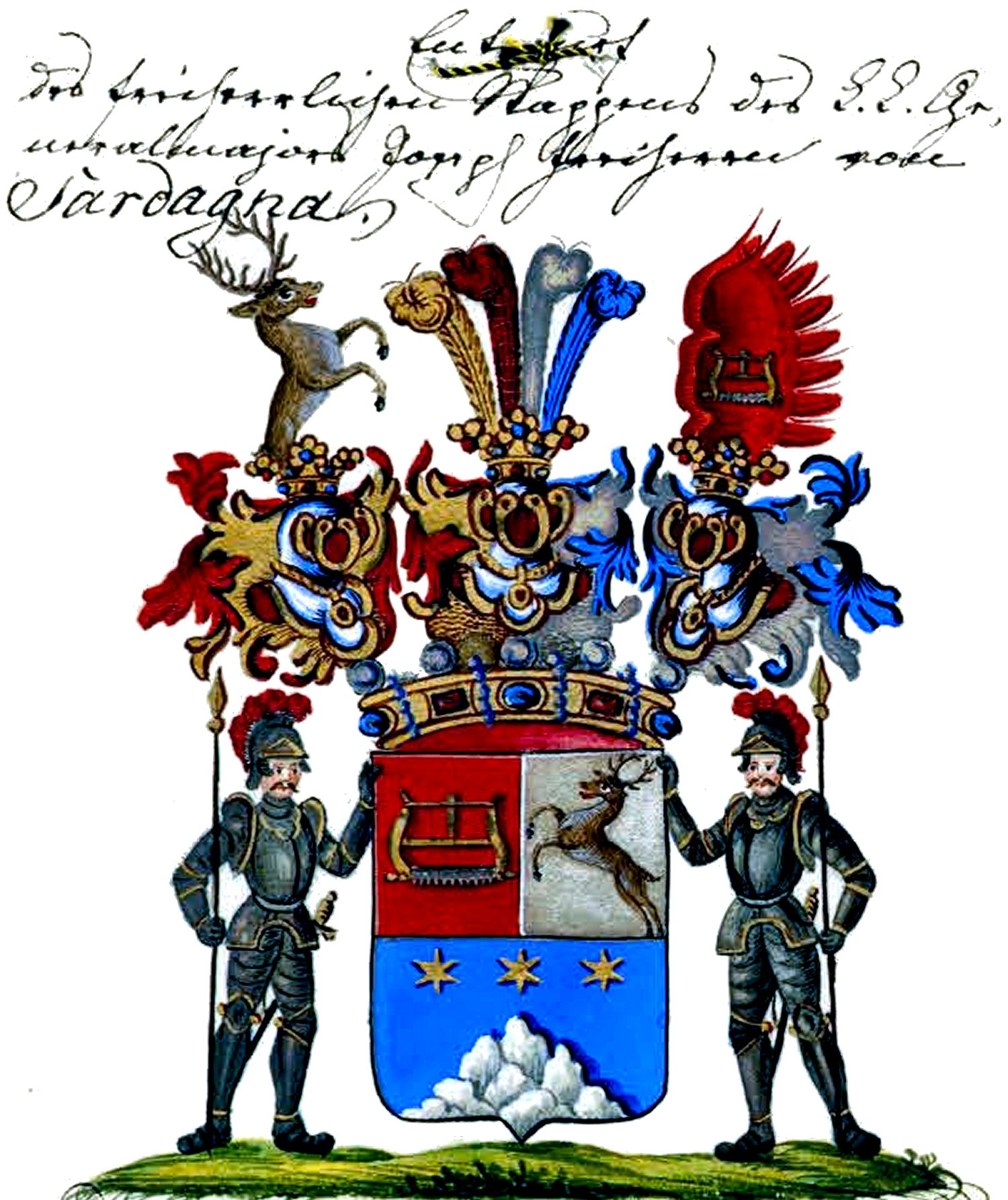
Wappen derer von Sardagna zu Meanberg und Hohenstein (1838)

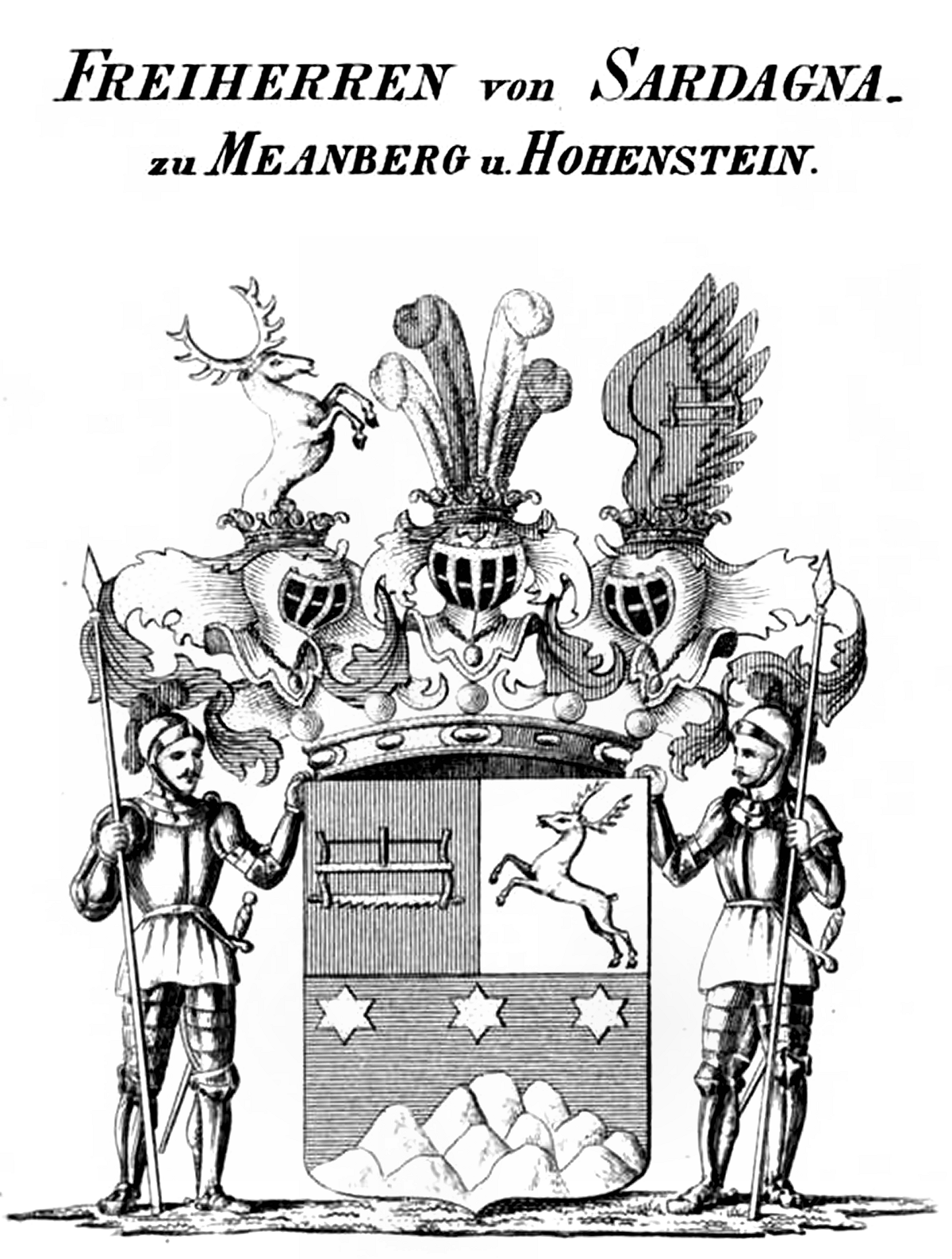
Wappen der Freiherren von Sardagna zu Meanberg und Hohenstein nach Konrad Tyroff

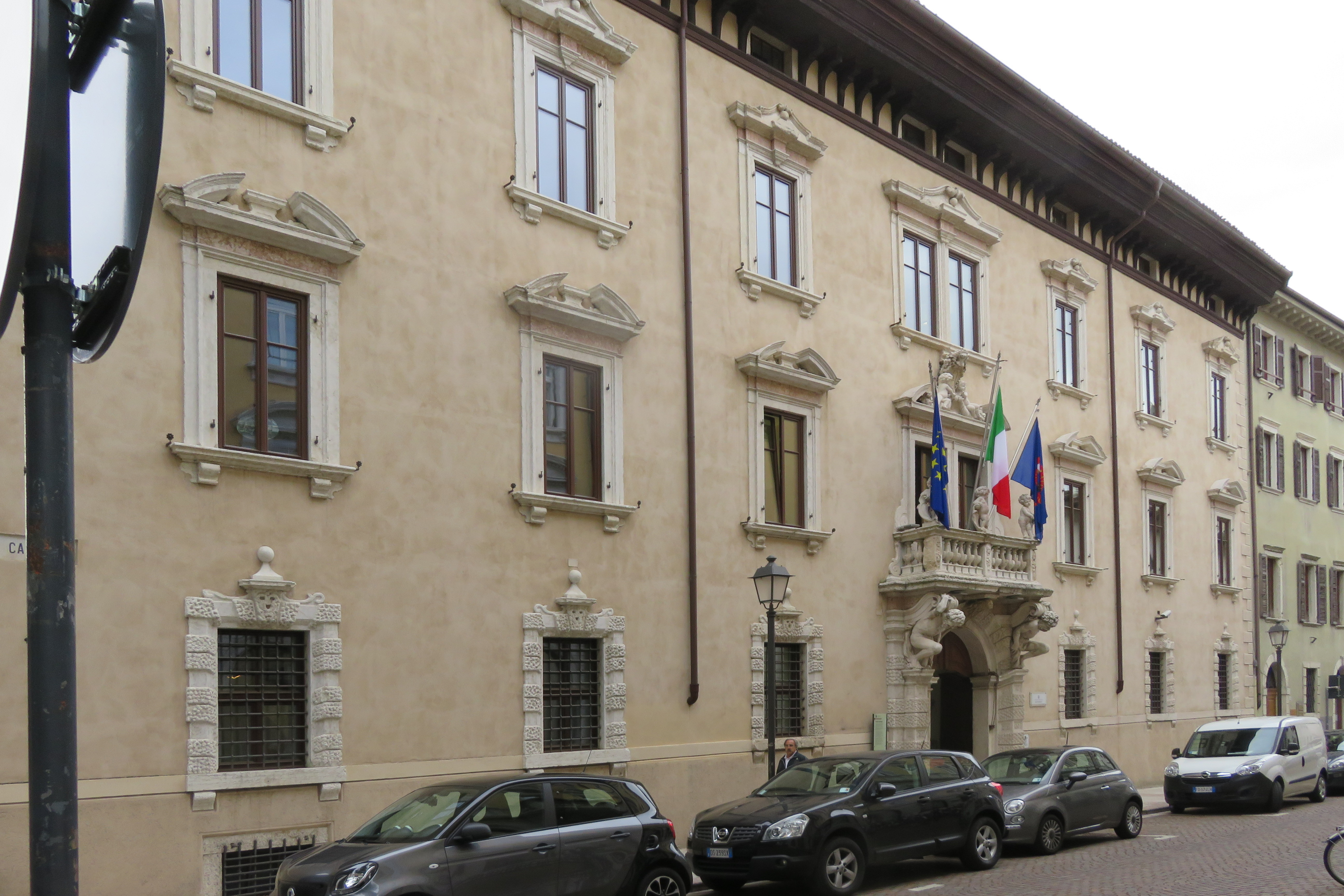
Palazzo Sardagna in Trient

Sardagna zu Meanberg und Hohenstein ist ein aus dem südlichen Tirol stammendes Geschlecht, das dem Patriziat von Trient angehörte und in den erblichen Reichsadels- und Freiherrenstand erhoben wurde.

## Geschichte
Die Familie stammte aus dem Hochstift Trient, wo sie schon im 15. Jahrhundert in Sardagna ansässig war und dem Patriziat von Trient angehörte. 1540 erscheint Antonius Sardagna als Gentilis und Patrizier von Trient, mit dem auch die ununterbrochene Stammreihe beginnt. Seit 1572 waren die Sardagna in die Matrikel der Stadt Trient eingeschrieben. 1574 erlangte das Geschlecht den deutschen Reichsadel. Der Sohn von Antonius, Jakob Sardagna von Sardanea erhielt am 1. Oktober 1579 eine Wappenbestätigung und damit verbunden den erbländischen Adel. Dessen Sohn Benedikt Jakob Sardagna, verheiratet mit Julia Schuldhaus von Moos und Nevisburg, fungierte 1600 als Erbjägermeister von Trient. 1790 wurden den Sardagna das Diplom der Conti verliehen. 1838 erhielt ein Nachkomme, der Oberstleutnant Johann Baptist von Sardagna den österreichischen Freiherrnstand, nachdem ihm zwei Jahre zuvor das ungarische Indigenat verliehen worden war. In Trient errichtete die Familie den Palazzo Sardagna. In den Trienter Kirchen San Pietro, Santa Croce, Santa Maria Maggiore sowie in der Pfarrkirche von Meano finden sich zahlreiche, der Familie Sardagna gewidmete Grabinschriften.

## Wappen
Blasonierung: Halb gespalten und geteilt. Vorne in Rot eine Säge, hinten in Silber ein springender natürlicher Hirsch, unten in Blau drei balkenweise gestellte goldene Sterne über einem silbernen Felsenberg. Über dem Schild die Freiherrnkrone. Darüber drei gekrönte Helme: I. mit rot-goldenen Helmdecken der Hirsch wachsend; II. mit rechts rot-goldenen und links blau-silbernen Decken vier Straußenfedern (golden, rot, silbern, blau); III. mit blau-silbernen Decken ein roter Flug belegt mit der Säge. Als Schildhalter auf beiden Seiten ein geharnischter Mann mit roten Federn auf dem Helm, einem Schwert an der Seite und einer Lanze in der freien Hand.
Darstellungen in Siebmachers Wappenbüchern

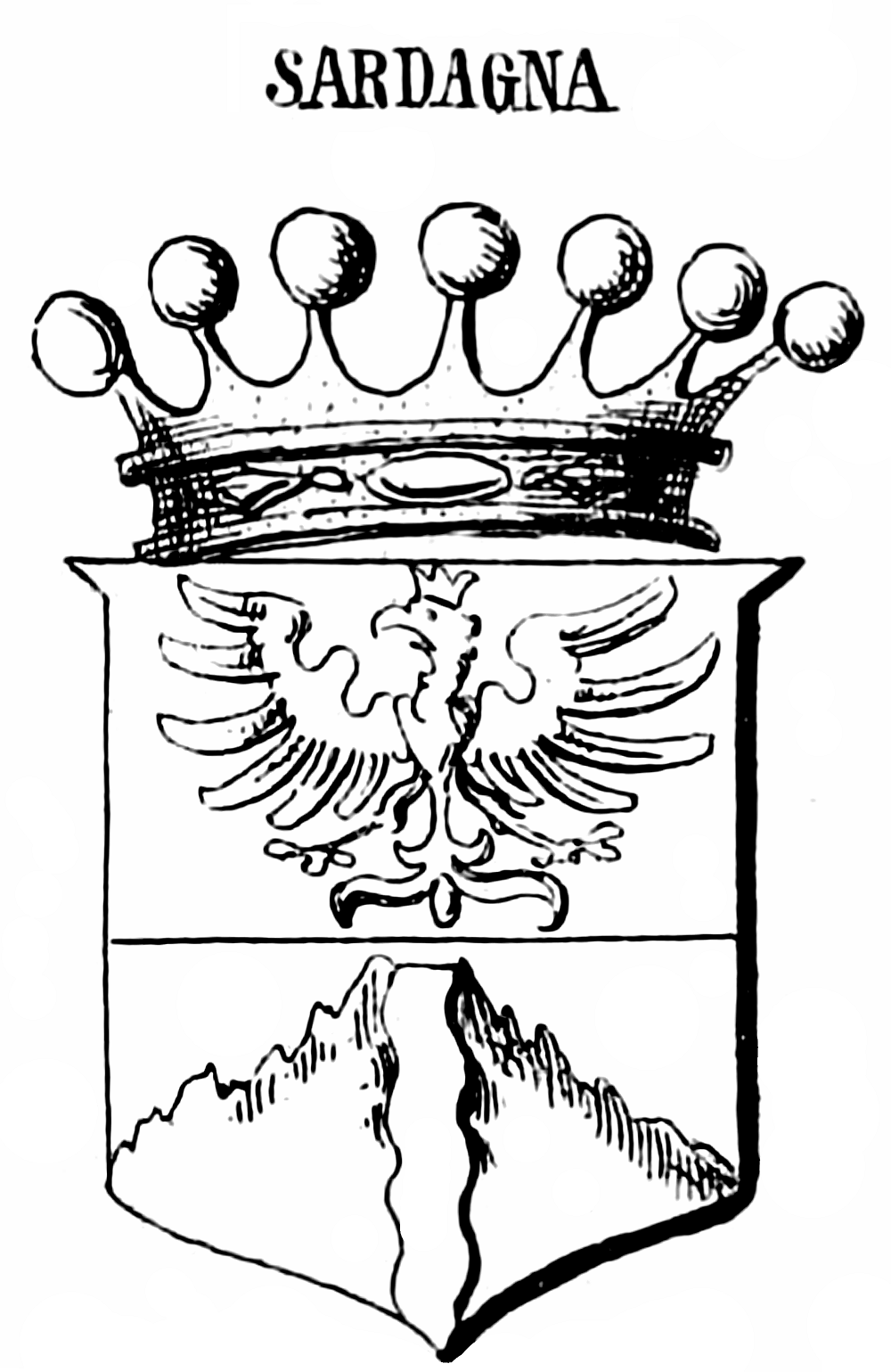
Freiherrenwappen
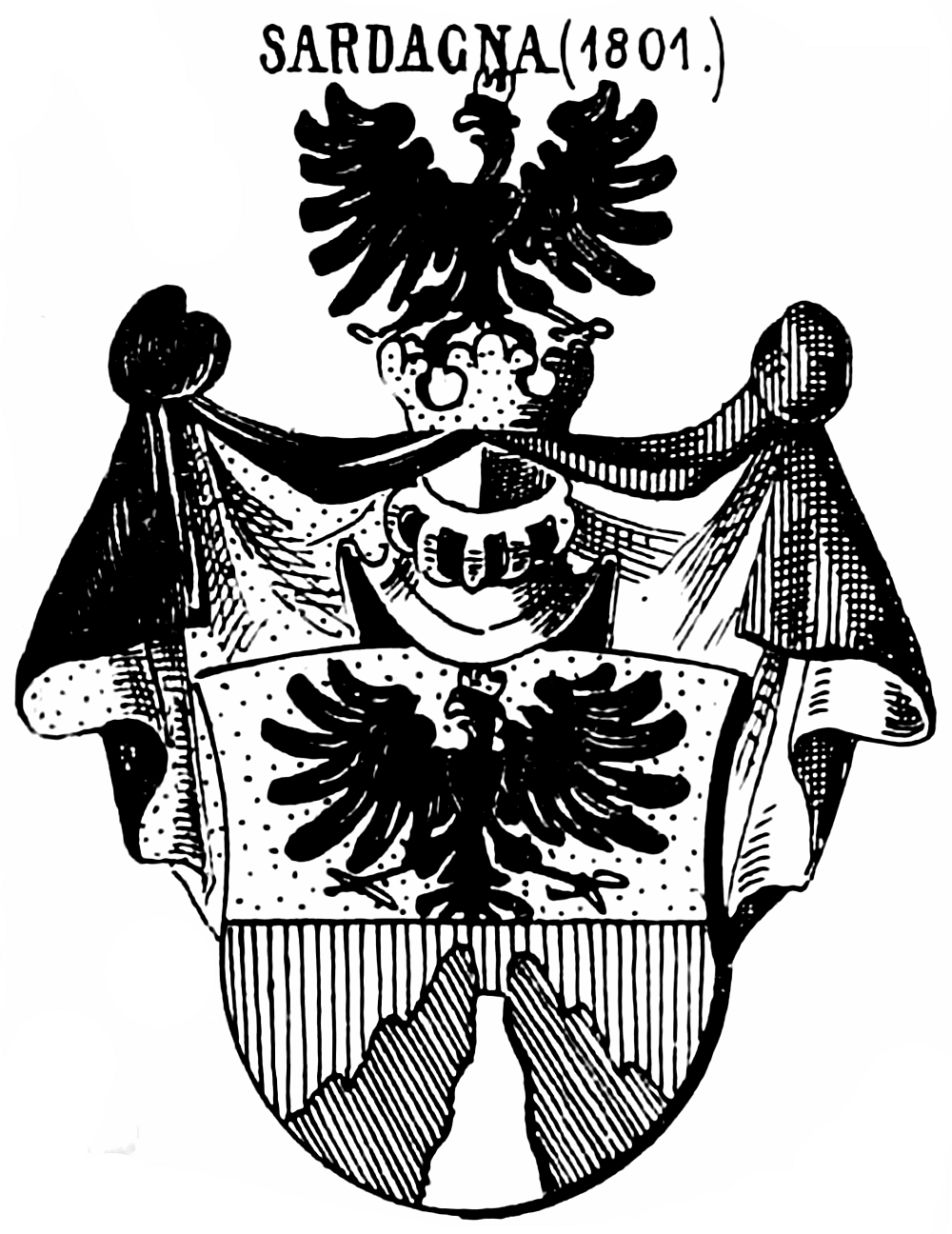
Wappen 1811
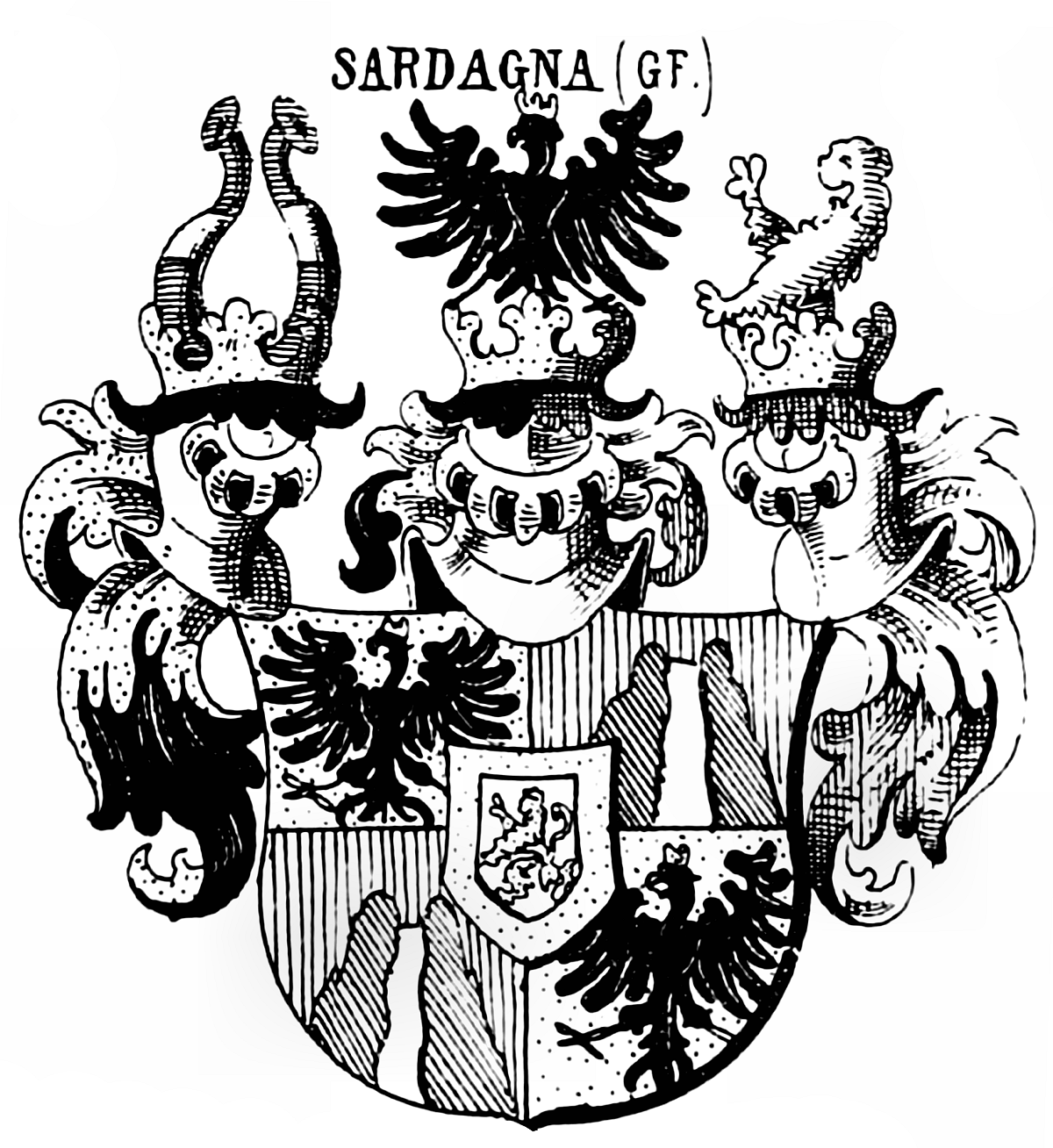
Grafenwappen 1828

## Persönlichkeiten
- Karl Sardagna (1731–1775), deutsch-italienischer Jesuit und Religionslehrer
- Simon Benedikt von Sardagna (1760–1823), k. k. Oberst, Ritter des Maria-Theresia-Ordens
- Johann Baptist von Sardagna (1760–1841), k. k. Generalmajor
- Benedikt von Sardagna (1766–1812), k. k. Regierungsrat bei der obersten Polizei- und Zensur-Hofstelle
- Joseph von Sardagna (* 1774), k. k. Vizepräsident der Hofkommission und des Appellationsgerichtes